# Charaxes lemosi
Espèce
Charaxes lemosi est un lépidoptère appartenant à la famille des Nymphalidae, à la sous-famille des  Charaxinae et au genre Charaxes.

## Dénomination
Charaxes lemosi a été nommé par James John Joicey et George Talbot en 1927

## Description
Charaxes lemosi est un grand papillon de couleur ocre clair marqué d'une large bande bleu clair
Le mâle avec une envergure de 75 mm est un peu moins grand que la femelle qui atteint 95 mm.

## Biologie
Sa biologie est mal connue. Il est attiré par les fruits fermentés.

## Écologie et distribution
Il est uniquement présent dans le golfe de Guinée.
C'est une espèce endémique de l'île du Prince dans l'archipel de Sao Tomé-et-Principe dans le Golfe de Guinée.

### Biotope
Il réside dans les forêts primaires.